# Grevillea lavandulacea
Grevillea lavandulacea  es una especie de arbusto  del gran género  Grevillea perteneciente a la familia  Proteaceae. Es originaria del sudeste de Australia Occidental y oeste y centro de Victoria. 

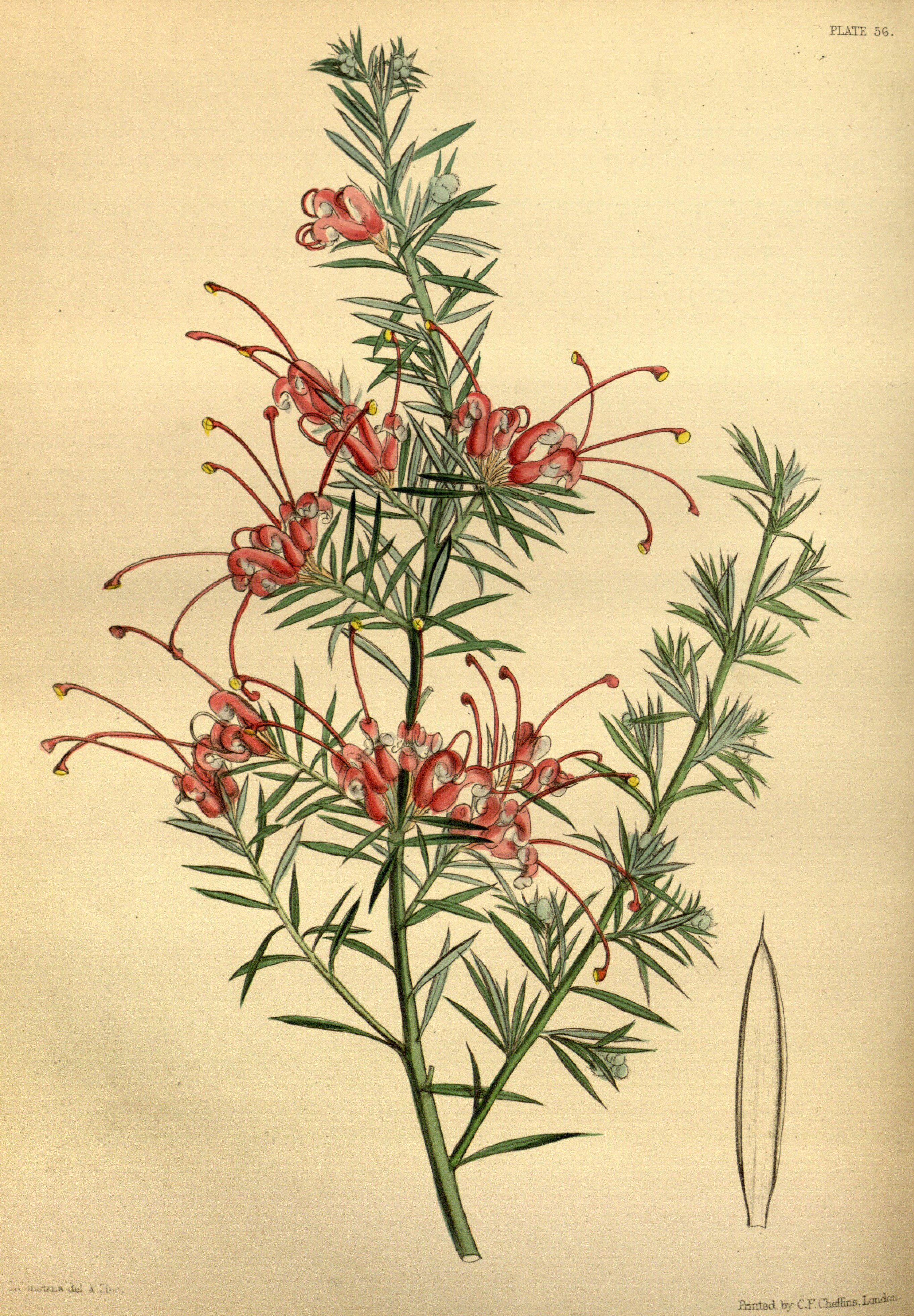
Ilustración

## Descripción
Crece hasta un tamaño de entre 2 y 15 dm de altura.

## Taxonomía
Grevillea lavandulacea fue descrita por Diederich Franz Leonhard von Schlechtendal y publicado en Linnaea 20: 586. 1847.
Etimología
Grevillea, el nombre del género fue nombrado en honor de Charles Francis Greville, cofundador de la Royal Horticultural Society.
Subespecies:
- G. lavandulacea subsp. lavandulacea
- G. lavandulacea subsp. rogersii

Sinonimia
- Grevillea rogersii Maiden
- Grevillea ramulosa F.Muell.
- Grevillea rosea Lindl.[2]